# Sophie Sonia Perin
Sophie Sonia Perin là Hoa hậu Quốc tế đầu tiên đến từ Pháp.
Trước chiến thắng tại Tokyo, Nhật Bản năm 1976, cô đã đại diện Pháp tại cuộc thi Hoa hậu Hoàn vũ 1975 được tổ chức ở San Salvador, El Salvador, và Hoa hậu Thế giới 1975 tại Luân Đôn, Anh Quốc. Trong cả 2 cuộc thi sắc đẹp trên cô đều ra về tay trắng.